# 华白珠
华白珠（学名：Gaultheria sinensis）是杜鹃花科白珠树属的植物。分布在缅甸、印度以及中国大陆的四川、云南、西藏等地，生长于海拔2,500米至3,600米的地区，一般生于潮湿石壁及杜鹃灌丛中，目前尚未由人工引种栽培。
其种加词“sinensis”意为“中华的”。

## 异名
- Gaultheria sinensis Anth. var. nivea Anth.
- Gaultheria sinensis var. maior Airy Shaw
- Gaultheria sinensis var. sinensis